# Tauernfenster

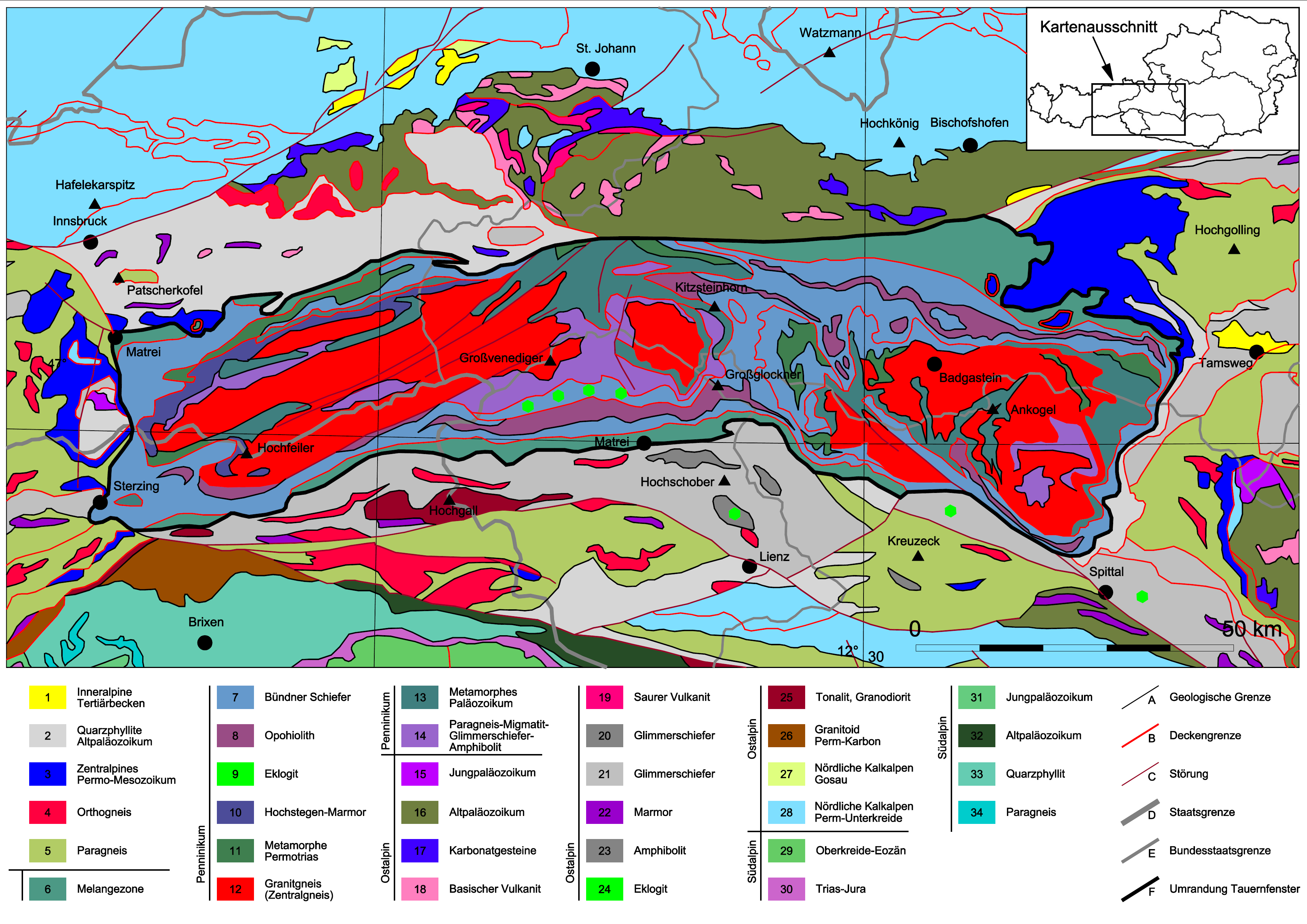
Geologische Karte des Tauernfensters

Tauernfenster ist die geologische Bezeichnung einer Region der Zentralalpen in Österreich, in der fensterartig tiefere und teilweise auch jüngere Gesteinsdecken als die des umrahmenden ostalpinen Deckenstapels zutage treten. Von ähnlicher Entstehung und geologischer Position sind das kleinere, weiter westlich gelegene Engadiner Fenster sowie das Gargellenfenster in Vorarlberg und das Rechnitzer Fenster am Ostende der Alpen.

## Lage

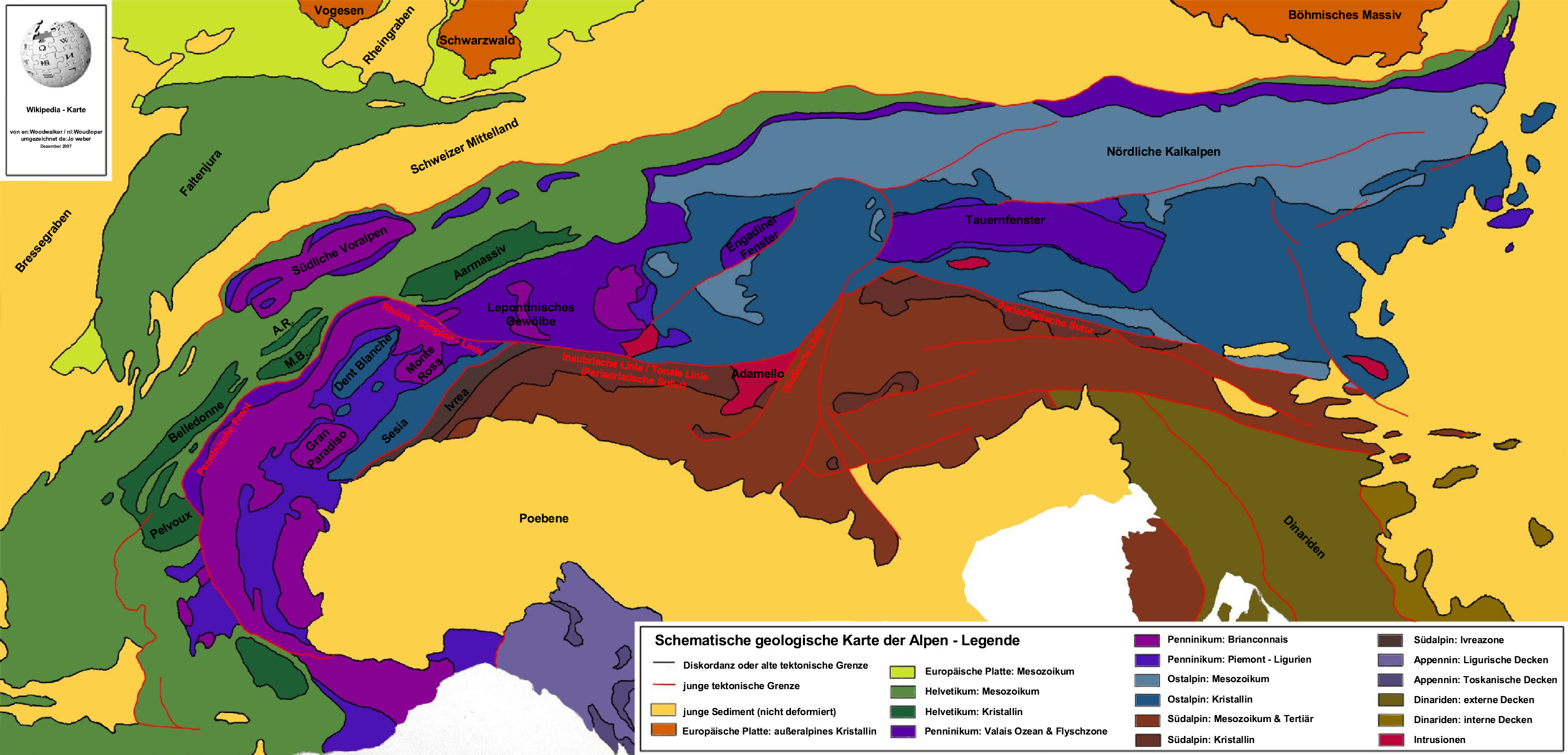
Vereinfachte geologische Karte der Alpen. Das Tauernfenster ist in der rechten Bildhälfte als größere Exklave lila gekennzeichneter penninischer Einheiten inmitten der blau dargestellten ostalpinen Einheiten deutlich erkennbar.

Das Tauernfenster liegt in den österreichischen Bundesländern Tirol, Salzburg und Kärnten zwischen dem Brennerpass im Westen und der Linie Schladming – Mauterndorf im Osten, seine südwestlichste Ecke liegt in Südtirol und damit schon in Italien. Es besitzt von der Südwestecke südlich des Brenners bis Schladming im Nordosten eine Länge von etwa 176 km und zwischen Mittersill und Matrei eine Nord-Süd-Erstreckung von etwa 30 km. An seiner breitesten Stelle zwischen Sankt Johann im Pongau und Spittal misst es knapp 54 km. Seine Gesteine bauen im Wesentlichen die Zillertaler Alpen und die namengebenden Hohen Tauern auf.

## Gesteine und geologischer Bau
Im Tauernfenster treten unter den ostalpinen Decken penninische Decken und möglicherweise auch helvetische Decken zutage. Die tektonisch tiefsten Bestandteile des Tauernfensters sind die jungpaläozoischen Zentralgneiskerne. Darüber und diese umhüllend liegen Gesteine der Unteren Schieferhülle (präkambrische bis paläozoische Gneise und kristalline Schiefer sowie vereinzelt mesozoische Marmore). Zentralgneiskerne und Untere Schieferhülle werden zur Venedigerdecke zusammengefasst. Den Abschluss machen die mesozoische Obere Schieferhülle, die südlich gelegene Matreier Schuppenzone und die Nordrahmenzone mit metamorphen Tiefsee-Vulkaniten (Ophiolith, zum Beispiel Prasinit und Grünschiefer) und metamorphen Sedimenten (zum Beispiel Bündnerschiefer, Phyllite, Schwarzschiefer, Marmore, Quarzite), die zur Glocknerdecke zusammengefasst werden.

## Entstehung
Vereinfacht dargestellt bildeten die am Grund des ehemaligen Penninischen Ozean im Zeitraum Malm bis Unterkreide abgelagerten Sedimente die Ausgangsgesteine der heute im Tauernfenster aufgeschlossenen Gesteine der Oberen Schieferhülle.
Im Zuge der Alpenbildung schloss sich der Ozean, und seine Gesteine wurden in der Kreide- und Tertiär-Zeit von den Gesteinsformationen des Ostalpins deckenartig überschoben und auf diese Weise (geologisch) relativ schnell in die Tiefe versenkt. Aus den metamorphen („kristallinen“) Gesteinen im Tauernfenster lässt sich eine ehemalige Überdeckungsmächtigkeit von mehr als 10 km ableiten. Die Gesteine unterlagen mehreren Metamorphosen, veränderten ihren Mineralbestand entsprechend und wurden zu den heute anstehenden kristallinen Gesteinen. So kann beispielsweise eine frühe, retrograde,  eklogitfazielle Metamorphose (mit Drucken von 1,9 bis 2,2 GPa und Temperaturen von 600 bis 630 °C) von einer späteren blauschieferfaziellen Metamorphose (mit Drucken von 0,9 bis 1,0 GPa und Temperaturen von 400 bis 450 °C) unterschieden werden; beide Metamorphosen gehören zum Typus Hochdruck-Niedrigtemperatur (HP/LT), welcher charakteristisch für Subduktionszonen ist. Nach der Versenkung erfolgte eine geologisch ebenso schnelle Wiederheraushebung der Gesteine.
Gegen Ende des Oligozäns lagen zum ersten Mal Gesteine des Tauernfensters in größerem Maße frei an der Erdoberfläche, wie sich am Auftauchen charakteristischer Schwerminerale in den Sedimenten der alpinen Molassezone ablesen lässt. Die Hebung der Alpen – und damit des Tauernfensters – dauert heute noch an. Die dabei aktiven Prozesse sind Verwitterung und Abtragung, so dass das Tauernfenster sich im Laufe der Zeit in dem Maße langsam vergrößert, wie die ehemals überdeckenden Gesteine des Ostalpins abgetragen werden.

## Das Tauernfenster als penninisch-helvetisches Doppelfenster

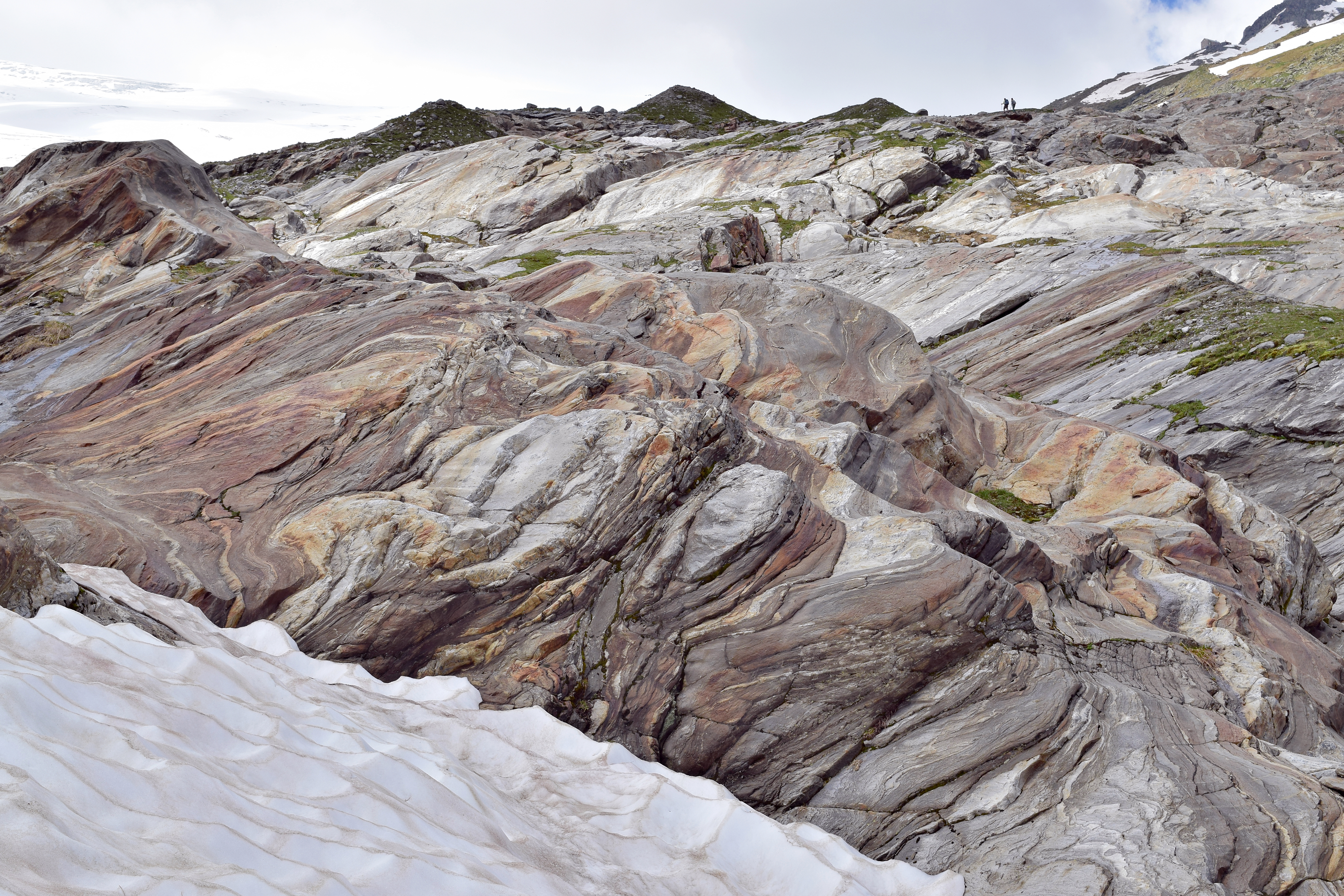
Anstehende Paragneise der Venedigerdecke (als Untere Schieferhülle bzw. „Dach“ des Zentralgneises betrachtet und traditionell dem Penninikum zugerechnet) nahe der Quelle des Tauernbaches, ca. 20 km nordwestlich von Matrei in Osttirol

Von einigen Geologen wird das Tauernfenster als Doppelfenster beschrieben, in dem nicht nur penninische, sondern auch helvetische Einheiten auftauchen. So werden die präkambrische bis mesozoische Untere Schieferhülle und die Zentralgneise dem Helvetischen System zugeordnet. Grund für diese Annahme sind Untersuchungen, welche gezeigt haben, dass die Schichtfolge im Tauernfenster teilweise dem europäischen Kontinentalrand in helvetischer Fazies entspricht. So lassen sich die malmischen Hochstegenmarmore mit den Quintnerkalken im helvetischen Bereich vergleichen.
Zum ersten Mal von einem helvetischen Faziesraum im Tauernfenster sprach Otto Thiele 1970. Eine tektonische Zuordnung zum helvetischen Bereich und damit die Definition des Tauernfensters als penninisch-helvetisches Doppelfenster forderte 1986 Bernd Lammerer.
Auch in neueren Publikationen findet sich diese Ansicht. So ist die Arbeitsgruppe um Stefan M. Schmid der Ansicht, dass die Untere Schieferhülle des Tauernfensters ebenso wie die Zentralgneise zum Sub-Penninikum gehört, das tektonisch stark deformierte Reste des europäischen Kontinentalrandes enthält, also nicht dem eigentlichen Penninischen Ozean (sedimentäre Obere Schieferhülle, Mesozoikum) entstammt. Ebenso ist Othmar Adrian Pfiffner in seiner 2009 erschienenen Geologie der Alpen für eine Zuordnung gewisser Anteile der Schichtenfolge des Tauernfensters zum Helvetikum.

## Wissenschaftliche Bedeutung
Die Existenz des Tauernfensters war in der geologischen Erforschungsgeschichte der Alpen ein wichtiger Meilenstein zum Verständnis des Gebirgsbaus. Frühe Kartierungsarbeiten wurden 1853 von Marko Vincenc Lipold und seinen Assistenten Dionýs Štúr und Carl Ferdinand Peters unternommen, die von anderen Geologen in den nächsten Jahren der zweiten Hälfte des 19. Jahrhunderts fortgeführt wurden.
In den nachfolgenden Arbeiten der ersten Hälfte des 20. Jahrhunderts wurden die Alpen eingehend geologisch untersucht, und die heute noch gültige Gliederung der Großeinheiten des Südalpins, Ostalpins, Penninikums und Helvetikums wurde aufgestellt. Das Tauernfenster wurde dem Penninikum zugerechnet und sein geologischer Bau in den wesentlichen Zügen erforscht. Zahlreiche Arbeiten zur Geochemie und Isotopen-Geologie erschienen ab dem Beginn der 1970er Jahre, und seit etwa 1980 wurden die Vorgänge der alpidischen Gebirgsbildung plattentektonisch gedeutet.
Pierre-Marie Termier hatte 1903 die Theorie vorgebracht, dass die Westalpen in der Ostschweiz unter den Ostalpen verschwinden und in den Hohen Tauern in einem tektonischen Fenster wieder zu Tage träten. Diese Aussage löste eine jahrzehntelangen Geologenstreit zwischen Fixisten und Mobilisten aus. Heute ist klar, dass die Theorie von Termier der Wahrheit entspricht: die Gesteine des Ostalpins sind mindestens 150 km über den gesamten Bereich des Tauernfensters hinweggeschoben worden.